# ناحیه تیمفو

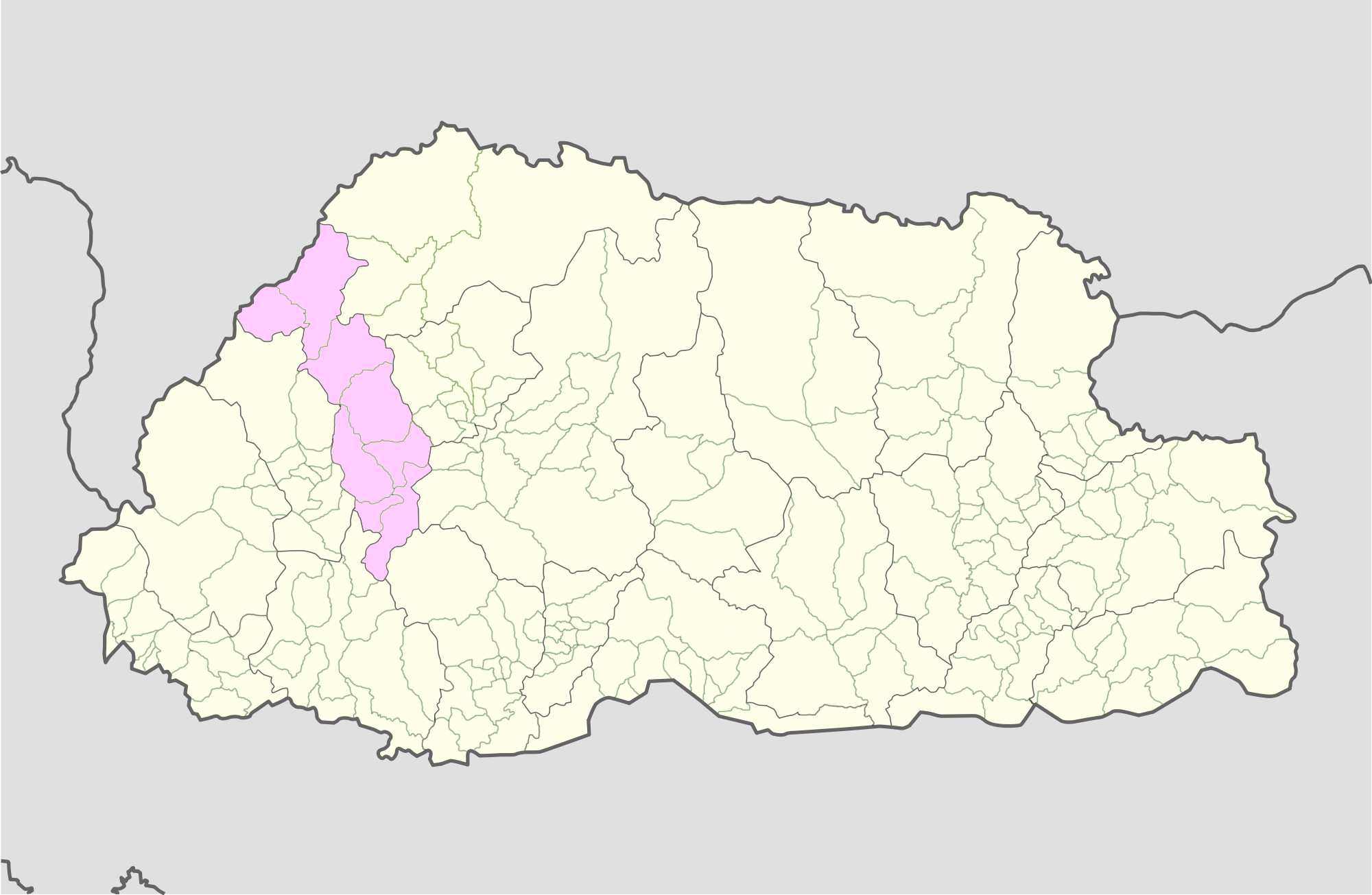
استان تیمفو

تیمفو (به لاتین: Thimphu) یکی از استان‌های کشور بوتان است.

## زبان
زبان غالب در سراسر منطقه است دزونگخا، با این حال در پایتخت، تقریباً هر زبان بوتان ممکن است مواجه می‌شوند.